# أم حرملة بنت عبد الأسود
الصحابية خولة بنتُ عبد الأسود بن جَذِيمة بن أُقَيش بن عامر بن بَيَاضَة الخزاعية ، وقيل خَوْلَةُ بنتُ الأسود بن حُذَافة ، تُكْنَى أم حرملة الخزاعية أو أم حريملة أمّها كانت أمة لعمرو بن عبد شمس بن عبد ودّ بن نصر بن مالك بن حِسْل بن عامر بن لُؤيِّ هاجرت إلى أرض الحبشة الهجرة الثانية مع زوجها جَهْم بن قيس، وولدت لجهم بن قيس: حُرَيْملة، وعبد الله، وعَمرًا، ومات في الحبشة.